# Consistoire Trier

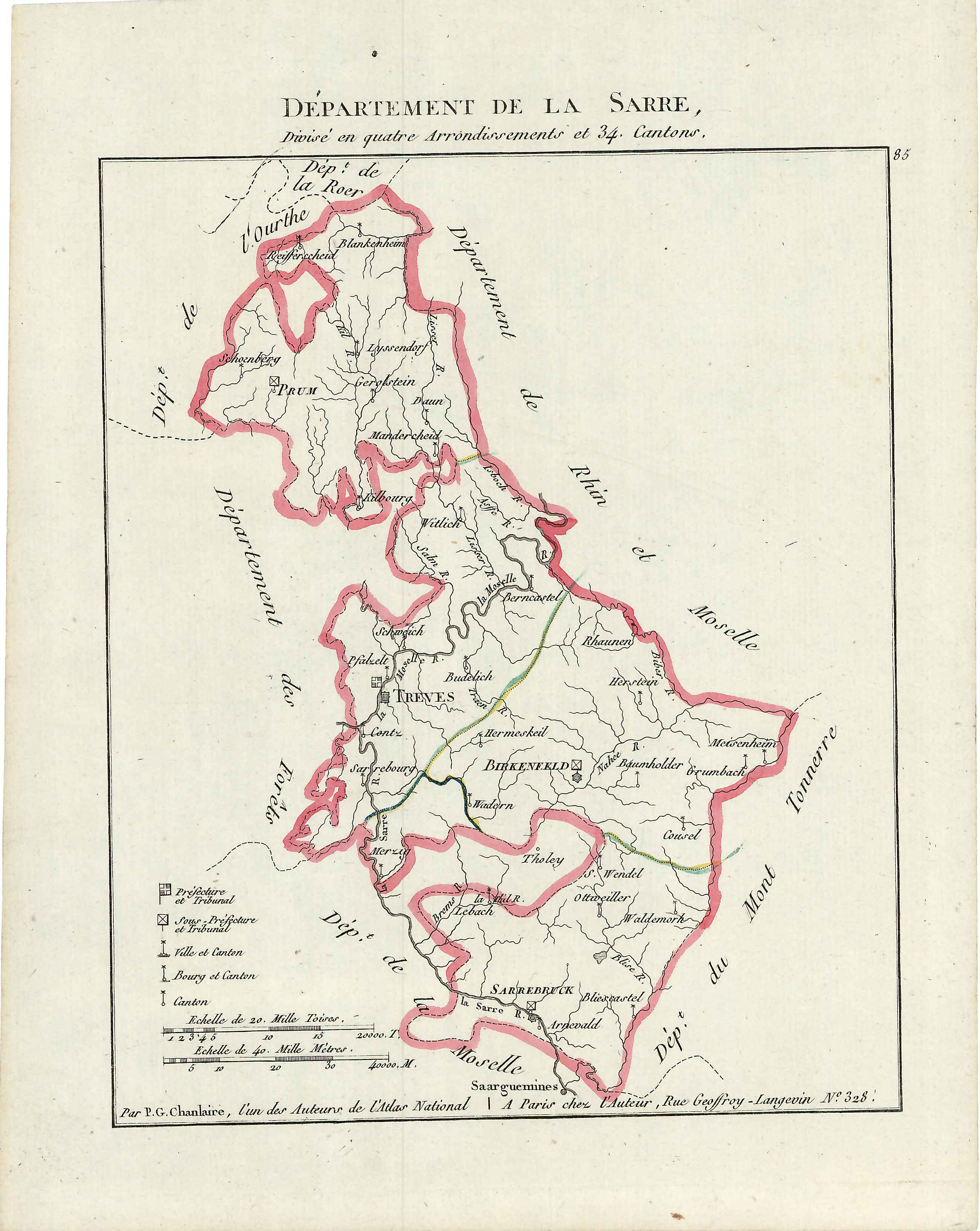
Départements Sarre 1802

Das Consistoire Trier, mit Sitz in der Stadt Trier, wurde wie das Consistoire central israélite und weitere zwölf regionale Konsistorien von Napoleon durch ein kaiserliches Dekret vom 15. März 1808 geschaffen. Die linksrheinischen Gebiete waren bis 1814 in das Territorium des französischen Staates eingegliedert.

## Aufgaben
Die Konsistorien, die einen halbstaatlichen Status erhielten, sollten nach protestantischem Vorbild die inneren Angelegenheiten der jüdischen Glaubensgemeinschaft regeln. Das Konsistorium hatte den Kultus zu verwalten, die Juden zur Ausübung nützlicher Berufe anzuhalten und den Behörden die jüdischen Rekruten zu benennen.
In der dreigliedrigen hierarchischen Struktur stand oben das Consistoire central israélite (Zentrales Konsistorium) in Paris, dem die regionalen Konsistorien (Consistoires régionaux) unterstanden, und diesen waren die einzelnen jüdischen Gemeinden (communautés juives) untergeordnet. Die Konsistorien hatten die Aufgabe, die Religionsausübung innerhalb der staatlichen Gesetze zu überwachen und die Steuern festzulegen und einzuziehen, damit die Organe der jüdischen Konfession ihre Ausgaben bestreiten konnten.
Jedes regionale Konsistorium besaß einen Großrabbiner und vier Laienmitglieder, die von den jüdischen Notabeln der angeschlossenen Gemeinden gewählt wurden. Der Trierer Großrabbiner war Samuel Marx (1775–1827), ein Onkel von Karl Marx.
Mit der Niederlage Napoleons 1814 wurden die linksrheinischen Gebiete unter den deutschen Staaten neu aufgeteilt und die französischen Gesetze über die Organisation der jüdischen Bewohner galten in den Gebieten, die an Preußen gefallen waren fort. 1847 verabschiedete der erste vereinigte Preußische Landtag das Gesetz über die Verhältnisse der Juden und schaffte das rheinische Konsistorialsystem (Bonn, Krefeld und Trier) ab.

## Gebiet
Das Konsistorium Trier war für die jüdischen Gemeinden der Départements Forêts, Sambre-et-Meuse und Sarre zuständig. 1808 lebten in den Départements 3.553 jüdische Bürger (Citoyen).

## Gemeinden (1808)
- Jüdische Gemeinde Trier, 261 Personen